# Підгірці (станція)
Підгірці — Проміжна залізнична станція 5-го класу Київського залізничного вузла Південно-Західної залізниці на лінії Київ — Миронівка між зупинними пунктами Лісники (відстань — 6 км) та Романків (відстань — 4 км).
Розташована на території Голосіївського району міста Києва, неподалік від хутора Мриги. Від станції йде шлях до Дніпровського шосе. Неподалік від станції розташоване село Підгірці та Ходосівка.

## Історія
Станція виникла 1983 року під час прокладання залізниці Київ — Миронівка. Електрифікована змінним струмом (~25кВ) в складі ділянки Київ — Трипілля-Дніпровське у 1985 році. 

## Пасажирське сполучення
На станції зупиняються приміські електропоїзди сполученням Київ — Миронівка.